# Live & Loud
Live & Loud es un álbum en vivo de Ozzy Osbourne, publicado el 28 de junio de 1993 por Epic Records. El álbum contiene canciones en directo de la gira No More Tours, supuesta gira de despedida de los escenarios de Osbourne. Sin embargo, años más tarde el músico reapareció públicamente con el lanzamiento del álbum Ozzmosis.
La canción "Black Sabbath" incluye la alineación original de la banda Black Sabbath, y fue grabada en las presentaciones de Costa Mesa, California. Adicionalmente, existe una versión en DVD de este disco.
En abril de 2002 este disco fue borrado del catálogo de Ozzy Osbourne para los Estados Unidos. Pese a ello, la canción "I Don't Want to Change the World" aparece en la recopilación The Essential Ozzy Osbourne del año 2003. Osbourne ganó un premio Grammy en 1994 por la versión de "I Don't Want to Change the World" incluida en este álbum.

## Lista de canciones
1. "Intro" – 3:12
2. "Paranoid" (Ozzy Osbourne, Tony Iommi, Geezer Butler, Bill Ward) – 3:17
3. "I Don't Want to Change the World" (Osbourne, Zakk Wylde, Randy Castillo, Lemmy) – 4:06
4. "Desire" (Osbourne, Wylde, Castillo, Lemmy) – 6:00
5. "Mr. Crowley" (Osbourne, Randy Rhoads, Bob Daisley) – 6:25
6. "I Don't Know" (Osbourne, Rhoads, Daisley) – 5:12
7. "Road to Nowhere" (Osbourne, Wylde, Castillo) – 5:30
8. "Flying High Again" (Osbourne, Rhoads, Daisley, Lee Kerslake) – 5:03
9. "Guitar Solo" (Wylde) – 4:43
10. "Suicide Solution" (Osbourne, Rhoads, Daisley) – 5:02
11. "Goodbye to Romance" (Osbourne, Rhoads, Daisley) – 6:18
12. "Shot in the Dark" (Osbourne, Phil Soussan) – 6:36
13. "No More Tears" (Osbourne, Wylde, Mike Inez, Castillo, John Purdell) – 7:50
14. "Miracle Man" (Osbourne, Wylde, Daisley) – 4:58
15. "Drum Solo" (Castillo) – 2:52
16. "War Pigs" (Osbourne, Iommi, Butler, Ward) – 9:17
17. "Bark at the Moon" (Osbourne) – 5:28
18. "Mama, I'm Coming Home" (Osbourne, Wylde, Lemmy) – 5:45
19. "Crazy Train" (Osbourne, Rhoads, Daisley) – 6:20
20. "Black Sabbath" (Osbourne, Iommi, Butler, Ward) – 7:12
21. "Changes" (Osbourne, Iommi, Butler, Ward) – 5:15

## Personal
- Ozzy Osbourne - Voz
- Zakk Wylde - Guitarra
- Mike Inez - Bajo
- Kevin Jones - Teclados
- Randy Castillo - Batería
- Tony Iommi - Guitarra en la canción "Black Sabbath"
- Geezer Butler - Bajo en la canción "Black Sabbath"
- Bill Ward - Batería en la canción "Black Sabbath"

## Posicionamiento en lista

### Álbum
| Gráfico (1993)                               | Puco de posición |
| -------------------------------------------- | ---------------- |
| Australia (ARIA)                             | 25               |
| Canadá (Billboard Canadian Albums)           | 21               |
| Países Bajos (Album Top 100)                 | 55               |
| Finnish Albums (The Official Finnish Charts) | 34               |
| Alemania (Offizielle Top 100)                | 60               |
| Nueva Zelanda (Recorded Music NZ)            | 34               |
| Suecia (Sverigetopplistan)                   | 44               |
| Estados Unidos (Billboard 200)               | 22               |